# Лагуна-Парк (Техас)
Лагуна-Парк (англ. Laguna Park) — переписна місцевість (CDP) в США, в окрузі Боскі штату Техас. Населення — 1372 особи (2020).

## Географія
Лагуна-Парк розташована за координатами 31°52′0″ пн. ш. 97°23′2″ зх. д. / 31.86667° пн. ш. 97.38389° зх. д. (31.866562, -97.383808).  За даними Бюро перепису населення США в 2010 році переписна місцевість мала площу 8,98 км², з яких 7,76 км² — суходіл та 1,22 км² — водойми.

## Демографія
Згідно з переписом 2010 року, у переписній місцевості мешкало 1276 осіб у 575 домогосподарствах у складі 360 родин. Густота населення становила 142 особи/км².  Було 985 помешкань (110/км²).
Расовий склад населення:
| - 96,2 % — білих - 1,0 % — корінних американців - 0,5 % — чорних або афроамериканців |

До двох чи більше рас належало 2,0 %. Частка іспаномовних становила 3,8 % від усіх жителів.
За віковим діапазоном населення розподілялося таким чином: 16,6 % — особи молодші 18 років, 57,2 % — особи у віці 18—64 років, 26,2 % — особи у віці 65 років та старші. Медіана віку мешканця становила 52,9 року. На 100 осіб жіночої статі у переписній місцевості припадало 103,2 чоловіків;  на 100 жінок у віці від 18 років та старших — 101,1 чоловіків також старших 18 років.
Середній дохід на одне домашнє господарство  становив 53 200 доларів США (медіана — 44 583), а середній дохід на одну сім'ю — 64 493 долари (медіана — 55 139). За межею бідності перебувало 6,9 % осіб, у тому числі 0,0 % дітей у віці до 18 років та 8,9 % осіб у віці 65 років та старших.
Цивільне працевлаштоване населення становило 573 особи. Основні галузі зайнятості: освіта, охорона здоров'я та соціальна допомога — 22,3 %, роздрібна торгівля — 12,9 %, виробництво — 11,2 %, будівництво — 10,3 %.